# Instorting schoolgebouw in Antwerpen

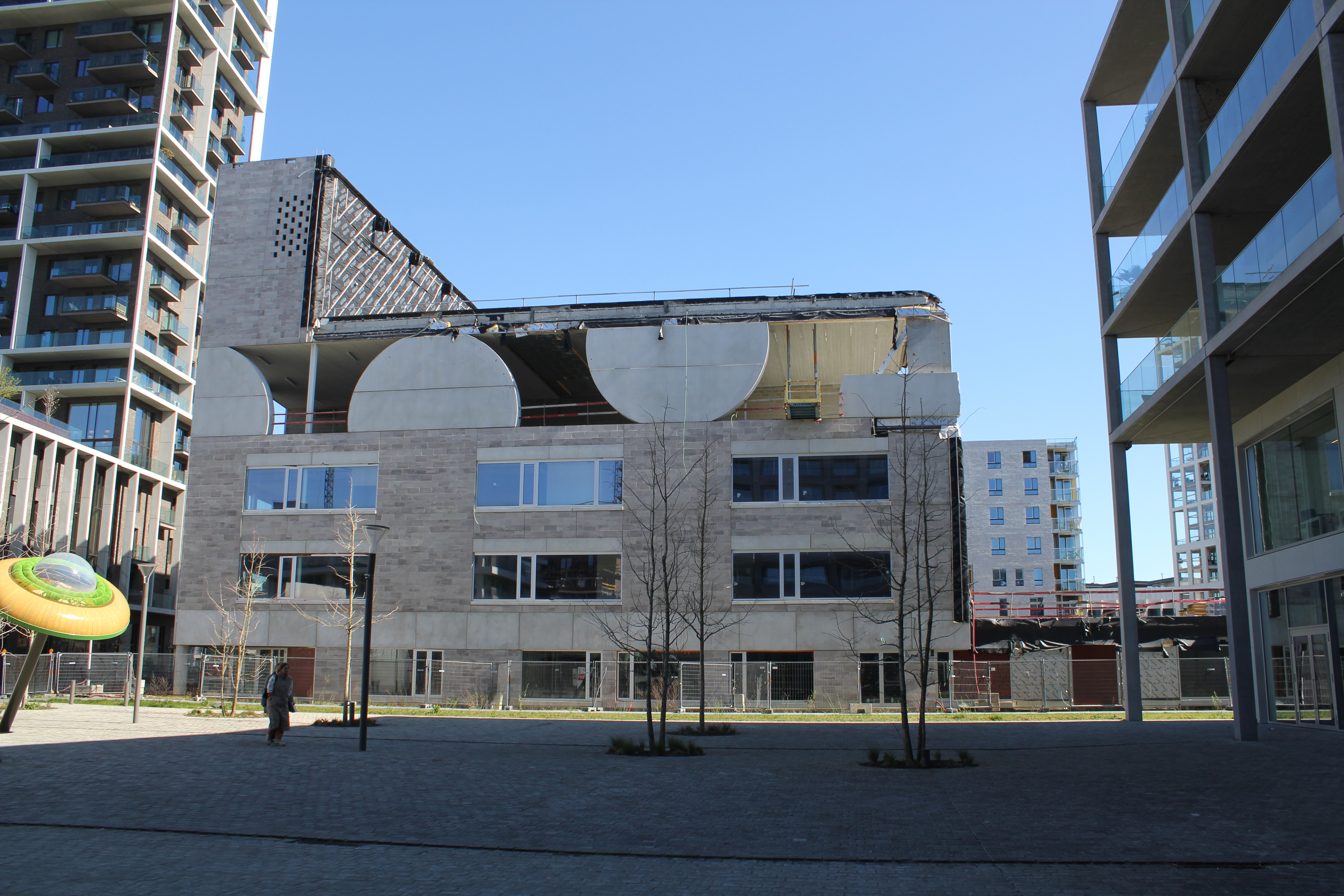
Het schoolgebouw

Op 18 juni 2021 stortte een basisschool in aanbouw in aan de Jos Smolderenstraat in Antwerpen, België. Vijf bouwvakkers werden gedood en 20 raakten gewond.

## Gebeurtenis
De ramp gebeurde op de locatie van een nieuwbouwproject waar de basisschool werd gebouwd, in de wijk Nieuw Zuid. De dubbele basisschool zou normaal plaats geven aan 480 leerlingen die daar in het volgend schooljaar gingen starten. De bouwvakkers op de werf waren voornamelijk Portugezen en Roemenen, legaal tewerkgesteld en woonachtig in de omgeving van Antwerpen. Het project was ontwikkeld door Compagnie-O architecten en uitgevoerd door het bouwbedrijf Democo. In de middag van 18 juni stortten steigers en delen van het gebouw in. De vijf dodelijke slachtoffers waren arbeiders, waaronder drie Portugese burgers, een Rus en een Roemeense. 
De oorzaak van de ramp werd in eerste instantie gelegd bij een constructiefout. In de daaropvolgende maanden werd verder onderzoek gedaan naar de oorzaak.

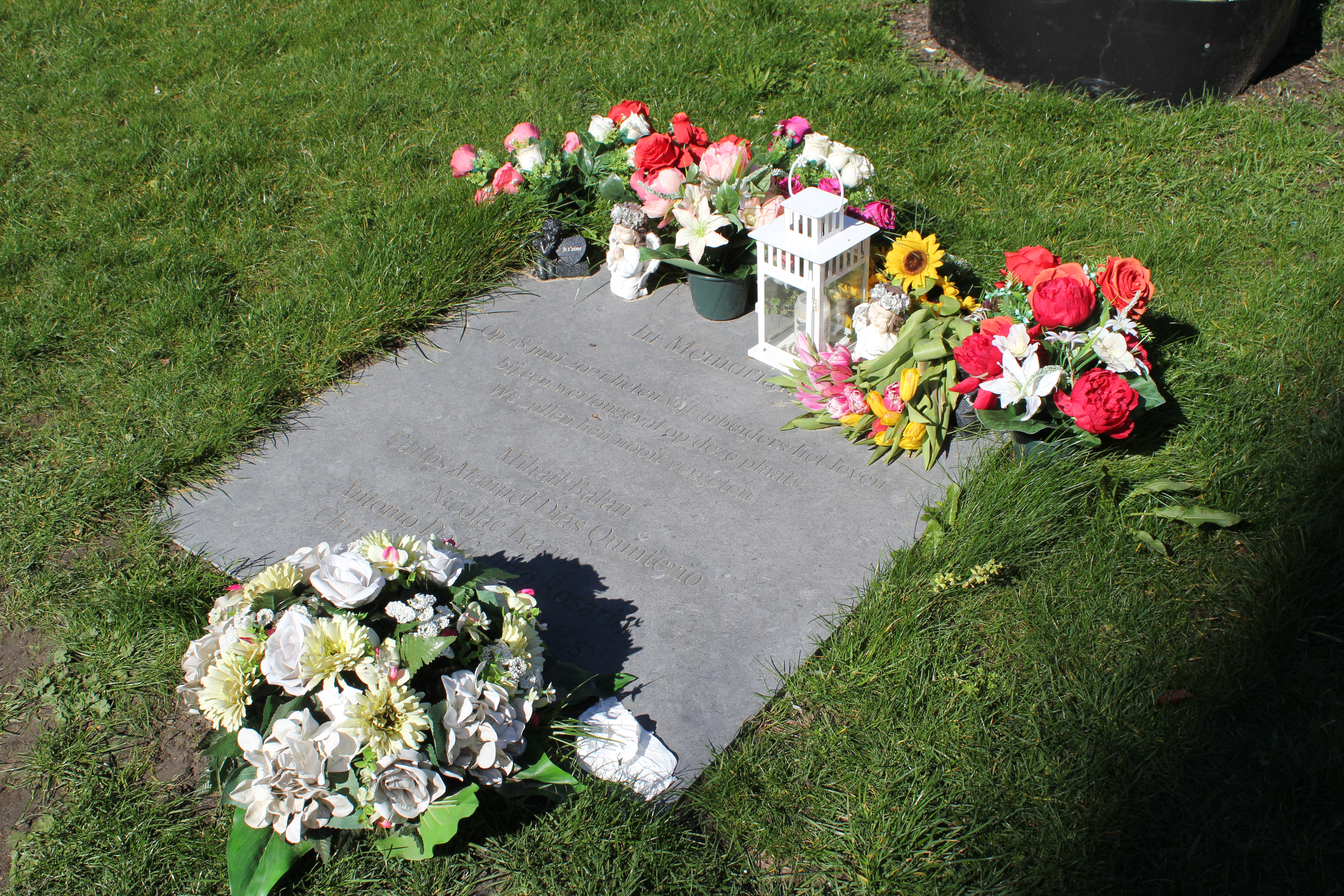
Herdenkplek voor de slachtoffers

## Gevolgen
De dag na de ramp bezochten koning Filip en premier Alexander De Croo de site en spraken met reddingswerkers. Een week na de instorting hielden bouwvakkers op de plaats van de ramp en op een aantal werven in het land een minuut stilte om 14:34, het moment waarop de instorting gebeurde. Burgemeester Bart De Wever, vergezeld door een afvaardiging van alle hulpdiensten, woonde de herdenking bij.
Twee maanden na de ramp, gingen 220 leerlingen van de GO! basisschool K'DO (Gemeenschapsonderwijs) die naar daar zouden verhuizen, terug naar school. De school plande voor het volgende schooljaar om te verhuizen naar tijdelijke containerklassen aan het Wilrijkse Plein, een viertal kilometer verderop, wat zorgen opriep bij ouders.